# Петрозаводська консерваторія
Петрозаводська державна консерваторія ім. А. К. Глазунова (рос. Петрозаводская государственная консерватория им. А. К. Глазунова) — вищий музичний навчальний заклад Петрозаводськ а.

## Історія
Заснована в 1967 році як Петрозаводська філія Ленінградської консерваторії. В 1991 році отримала статус самостійного музичного вишу. У жовтні 2003 року консерваторії присвоєно ім'я А. К. Глазунова.

## Ректори
- 1967 — 1971 роки — Г. І. Лапчинський
- 1971 — 1977 роки — В. М. Касаткін
- 1977 — 1997 роки — В. Л. Калаберда
- 1997 — 2002 роки — С. З. Сухов
- З 2002 року — В. А. Соловйов

## Кафедри
- Спеціального фортепіано
- Струнних інструментів
- Духових та ударних інструментів
- Народних інструментів
- Сольного співу та оперної підготовки
- Хорового диригування
- Теорії музики та композиції
- Історії музики
- Музики фіно-угорських народів
- Камерного ансамблю і концертмейстерського класу
- Загального курсу фортепіано
- Гуманітарних та соціально-економічних дисциплін